# Zorotypus javanicus
Zorotypus javanicus är en jordlusart som beskrevs av Filippo Silvestri 1913. Zorotypus javanicus ingår i släktet Zorotypus och familjen Zorotypidae. Inga underarter finns listade i Catalogue of Life.